# Canadian Open 2010 - Qualificazioni singolare maschile
Le qualificazioni del singolare maschile del Canadian Open 2010 sono state un torneo di tennis preliminare per accedere alla fase finale della manifestazione. I vincitori dell'ultimo turno sono entrati di diritto nel tabellone principale. In caso di ritiro di uno o più giocatori aventi diritto a questi sono subentrati i lucky loser, ossia i giocatori che hanno perso nell'ultimo turno ma che avevano una classifica più alta rispetto agli altri partecipanti che avevano comunque perso nel turno finale.
Le qualificazioni del torneo prevedevano 28 partecipanti di cui 7 sono entrati nel tabellone principale.

## Teste di serie
1. Andrej Golubev (primo turno)
2. Lu Yen-hsun (Qualificato)
3. Denis Istomin (Qualificato)
4. Jarkko Nieminen (Qualificato)
5. Marco Chiudinelli (primo turno)
6. Florent Serra (primo turno)
7. Arnaud Clément (primo turno)

1. Illja Marčenko (Qualificato)
2. Michael Russell (Qualificato)
3. Kevin Anderson (Qualificato)
4. Marius Copil (primo turno)
5. Fabio Fognini (Qualificato)
6. Paul-Henri Mathieu (ultimo turno)
7. Somdev Devvarman (ultimo turno)

## Qualificati
1. Kevin Anderson
2. Lu Yen-hsun
3. Denis Istomin
4. Jarkko Nieminen

1. Illja Marčenko
2. Michael Russell
3. Fabio Fognini

## Tabellone

### Legenda
| - Q = Qualificato - WC = Wild card - LL = Lucky loser | - ALT = Alternate - SE = Special Exempt - PR = Protected Ranking | - w/o = Walkover - r = Ritirato - d = Squalificato |

### Sezione 1
|  | Primo turno | Primo turno    | Primo turno    | Primo turno | Primo turno |  |  | Ultimo turno | Ultimo turno   | Ultimo turno   | Ultimo turno | Ultimo turno |  |
|  |             |                |                |             |             |  |  |              |                |                |              |              |  |
|  |             | Tim Smyczek    | Tim Smyczek    | 7           | 6           |  |  |              |                |                |              |              |  |
|  | 1           | Andrej Golubev | Andrej Golubev | 65          | 3           |  |  |              | Tim Smyczek    | Tim Smyczek    | 2            | 4            |  |
|  | 10          | Kevin Anderson | Kevin Anderson | 6           | 6           |  |  | 10           | Kevin Anderson | Kevin Anderson | 6            | 6            |  |
|  |             | Ivo Klec       | Ivo Klec       | 3           | 3           |  |  |              |                |                |              |              |  |

### Sezione 2
|  | Primo turno | Primo turno       | Primo turno       | Primo turno | Primo turno |  |  | Ultimo turno | Ultimo turno | Ultimo turno | Ultimo turno | Ultimo turno |  |
|  |             |                   |                   |             |             |  |  |              |              |              |              |              |  |
|  | 2           | Lu Yen-hsun       | Lu Yen-hsun       | 6           | 6           |  |  |              |              |              |              |              |  |
|  |             | Ilija Bozoljac    | Ilija Bozoljac    | 2           | 3           |  |  | 2            | Lu Yen-hsun  | 7            | 5            | 6            |  |
|  |             | Marius Copil      | Marius Copil      | 7           | 6           |  |  |              | Marius Copil | 65           | 7            | 3            |  |
|  | 11          | Michał Przysiężny | Michał Przysiężny | 63          | 4           |  |  |              |              |              |              |              |  |

### Sezione 3
|  | Primo turno | Primo turno      | Primo turno      | Primo turno | Primo turno |  |  | Ultimo turno | Ultimo turno     | Ultimo turno | Ultimo turno | Ultimo turno |  |
|  |             |                  |                  |             |             |  |  |              |                  |              |              |              |  |
|  | 3           | Denis Istomin    | Denis Istomin    | 7           | 6           |  |  |              |                  |              |              |              |  |
|  |             | Ramón Delgado    | Ramón Delgado    | 64          | 4           |  |  | 3            | Denis Istomin    | 4            | 6            | 7            |  |
|  | 14          | Somdev Devvarman | Somdev Devvarman | 6           | 6           |  |  | 14           | Somdev Devvarman | 6            | 3            | 610          |  |
|  |             | Pavel Krainik    | Pavel Krainik    | 0           | 1           |  |  |              |                  |              |              |              |  |

### Sezione 4
|  | Primo turno | Primo turno        | Primo turno        | Primo turno | Primo turno |  |  | Ultimo turno | Ultimo turno       | Ultimo turno | Ultimo turno | Ultimo turno |  |
|  |             |                    |                    |             |             |  |  |              |                    |              |              |              |  |
|  | 4           | Jarkko Nieminen    | Jarkko Nieminen    | 6           | 6           |  |  |              |                    |              |              |              |  |
|  |             | Grega Žemlja       | Grega Žemlja       | 3           | 3           |  |  | 4            | Jarkko Nieminen    | 6            | 4            | 7            |  |
|  | 13          | Paul-Henri Mathieu | Paul-Henri Mathieu | 6           | 6           |  |  | 13           | Paul-Henri Mathieu | 3            | 6            | 5            |  |
|  |             | Zachary White      | Zachary White      | 2           | 2           |  |  |              |                    |              |              |              |  |

### Sezione 5
|  | Primo turno | Primo turno       | Primo turno    | Primo turno | Primo turno |  |  | Ultimo turno | Ultimo turno     | Ultimo turno     | Ultimo turno | Ultimo turno |  |
|  |             |                   |                |             |             |  |  |              |                  |                  |              |              |  |
|  |             | Carlos Salamanca  | 4              | 6           | 6           |  |  |              |                  |                  |              |              |  |
|  | 5           | Marco Chiudinelli | 6              | 1           | 4           |  |  |              | Carlos Salamanca | Carlos Salamanca | 3            | 62           |  |
|  | 8           | Illja Marčenko    | Illja Marčenko | 6           | 6           |  |  | 8            | Illja Marčenko   | Illja Marčenko   | 6            | 7            |  |
|  |             | Vasek Pospisil    | Vasek Pospisil | 3           | 4           |  |  |              |                  |                  |              |              |  |

### Sezione 6
|  | Primo turno | Primo turno     | Primo turno   | Primo turno | Primo turno |  |  | Ultimo turno | Ultimo turno    | Ultimo turno    | Ultimo turno | Ultimo turno |  |
|  |             |                 |               |             |             |  |  |              |                 |                 |              |              |  |
|  |             | Philip Bester   | Philip Bester | 6           | 7           |  |  |              |                 |                 |              |              |  |
|  | 6           | Florent Serra   | Florent Serra | 3           | 63          |  |  |              | Philip Bester   | Philip Bester   | 2            | 2            |  |
|  | 9           | Michael Russell | 2             | 6           | 6           |  |  | 9            | Michael Russell | Michael Russell | 6            | 6            |  |
|  |             | Steven Diez     | 6             | 3           | 1           |  |  |              |                 |                 |              |              |  |

### Sezione 7
|  | Primo turno | Primo turno    | Primo turno    | Primo turno | Primo turno |  |  | Ultimo turno | Ultimo turno  | Ultimo turno  | Ultimo turno | Ultimo turno |  |
|  |             |                |                |             |             |  |  |              |               |               |              |              |  |
|  |             | Michael Yani   | Michael Yani   | 7           | 6           |  |  |              |               |               |              |              |  |
|  | 7           | Arnaud Clément | Arnaud Clément | 65          | 2           |  |  |              | Michael Yani  | Michael Yani  | 4            | 3            |  |
|  | 12          | Fabio Fognini  | Fabio Fognini  | 6           | 6           |  |  | 12           | Fabio Fognini | Fabio Fognini | 6            | 6            |  |
|  |             | Erik Chvojka   | Erik Chvojka   | 2           | 4           |  |  |              |               |               |              |              |  |